# Укаяли (регион)
Укаяли (исп. Ucayali) — регион на востоке Перу, расположенный в тропических лесах Амазонии. Назван в честь одноименной реки Укаяли. Административный центр региона — город Пукальпа. Население — 496 тысяч человек.

## География
Регион расположен в центре перуанской сельвы, в зоне влажных тропических лесов, на западной окраине Амазонской низменности. На востоке граничит с Бразилией. На крайнем западе, на границе с регионами Паско и Уануко находятся отроги приандийских сьерр, высотой до 2 километров. Средняя высота — около 200-250 метров. Большая часть территории почти не освоена, большинство населенных пунктов расположено на западе или на побережье крупных рек.
Крупнейшие реки — Укаяли, Пурус и Агуайтия. Крупнейшее озеро — Яринакоча. Климат жаркий и влажный, среднегодовая температура — 25 °C, без существенной суточной и годовой амплитуды. Сезон дождей — с февраля по май.

## Население
Население — 496 459 человек (по данным переписи 2017 года), естественный прирост — 1,4 % в год. Большая часть населения проживает в административном центре, городе Пукальпа с населением более 320 тысяч человек. Плотность населения — 4,9 чел/км², в провинции Пурус на юго-востоке — 0,2 чел/км². Уровень урбанизации высокий — 81 %.
Половая структура: 50,47 % — мужчины, женщины — 49,53 %. Процент детей до 14 лет — 34,5 %. Уровень грамотности — 86,6 %.
Национальный состав: 78,6 % — метисы, 11 % — амазонские племена. Конфессиональный состав: 58 % — католики, протестанты — 27,6 (доля протестантов — одна из самых высоких в стране)%.  

## Экономика
Одна из основных статей экспорта — какао-бобы. Выращивание риса, маниоки, бананов, табака, папайи. Лесозаготовка — производство лесоматериалов из ценных тропических пород деревьев. Животноводство: разведение коров зебу. Производство ремесленных и ручных текстильных изделий (распространено среди представителей амазонских племен).
Рыболовство: вылов рыб пайче. Выращивание масличной пальмы и производство пальмового масла. С 2007 года началось выращивание стевии медовой — богатой витаминами и низкокалорийной травы, используемой в качестве заменителя сахара.

## Достопримечательности
- Краеведческий музей Пукальпы
- Каменный тигр в районе Раймонди. Вырезанная из единого монолита скульптура животного, похожего на тигра, 5 метров в длину и 3 метра в высоту. Возможно, относится к культуре Чавин.
- Археологический объект Шауайя (исп. Shahuaya), открытый в 2009 году.
- Бокерон-Падре-Абад — перевал в долине реки Яракьяку, притоке реки Агуайтия. Через него проходит шоссейная дорога из города Тинго-Мария в Пукальпу. Здесь находится около 70 водопадов, высотой до 100 метров.
- Трехуровневый водопад Шамбильо
- Национальный парк Альто-Пурус[англ.]

## Галерея

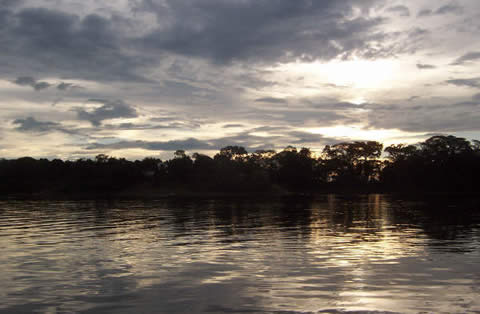
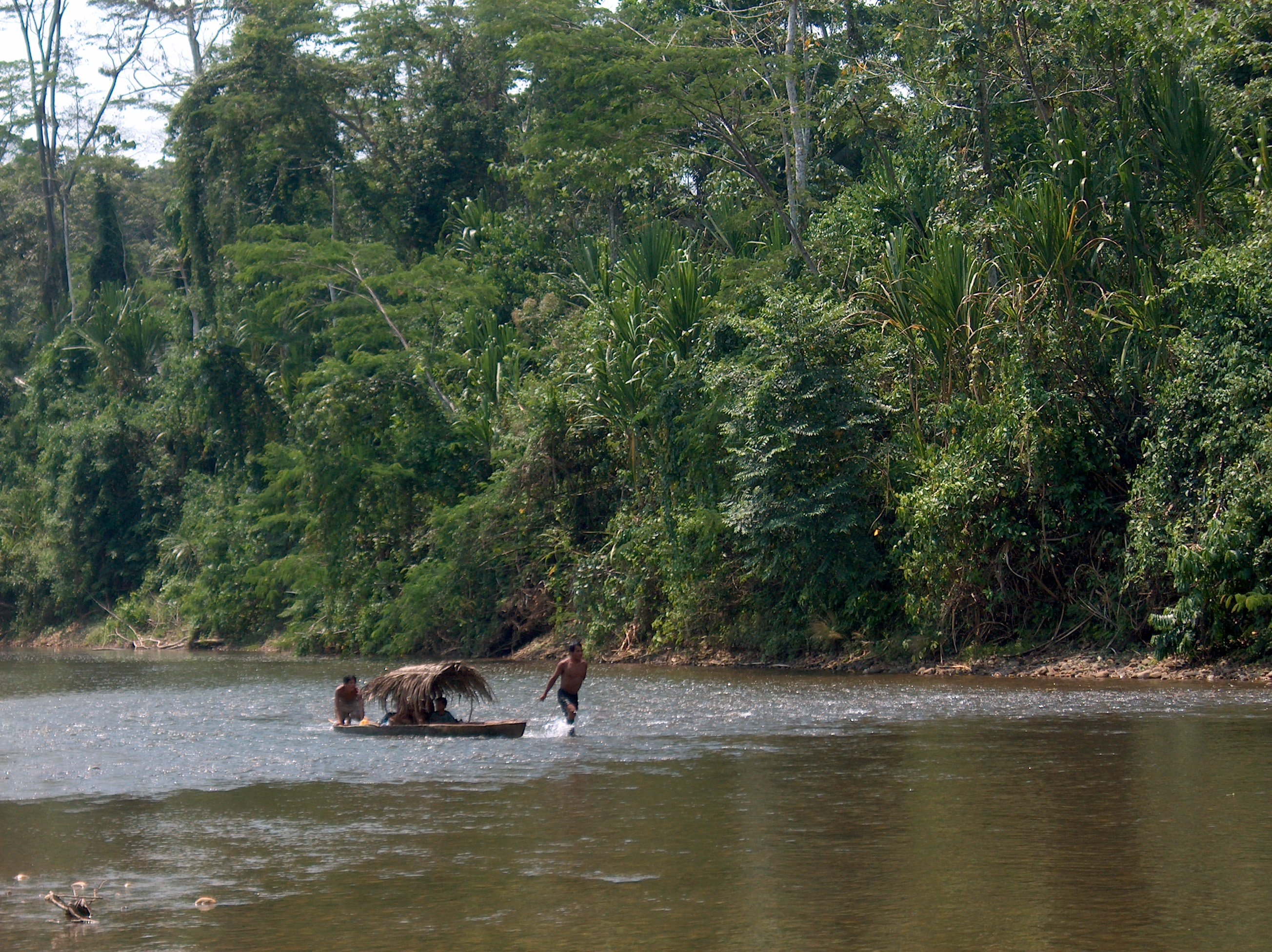
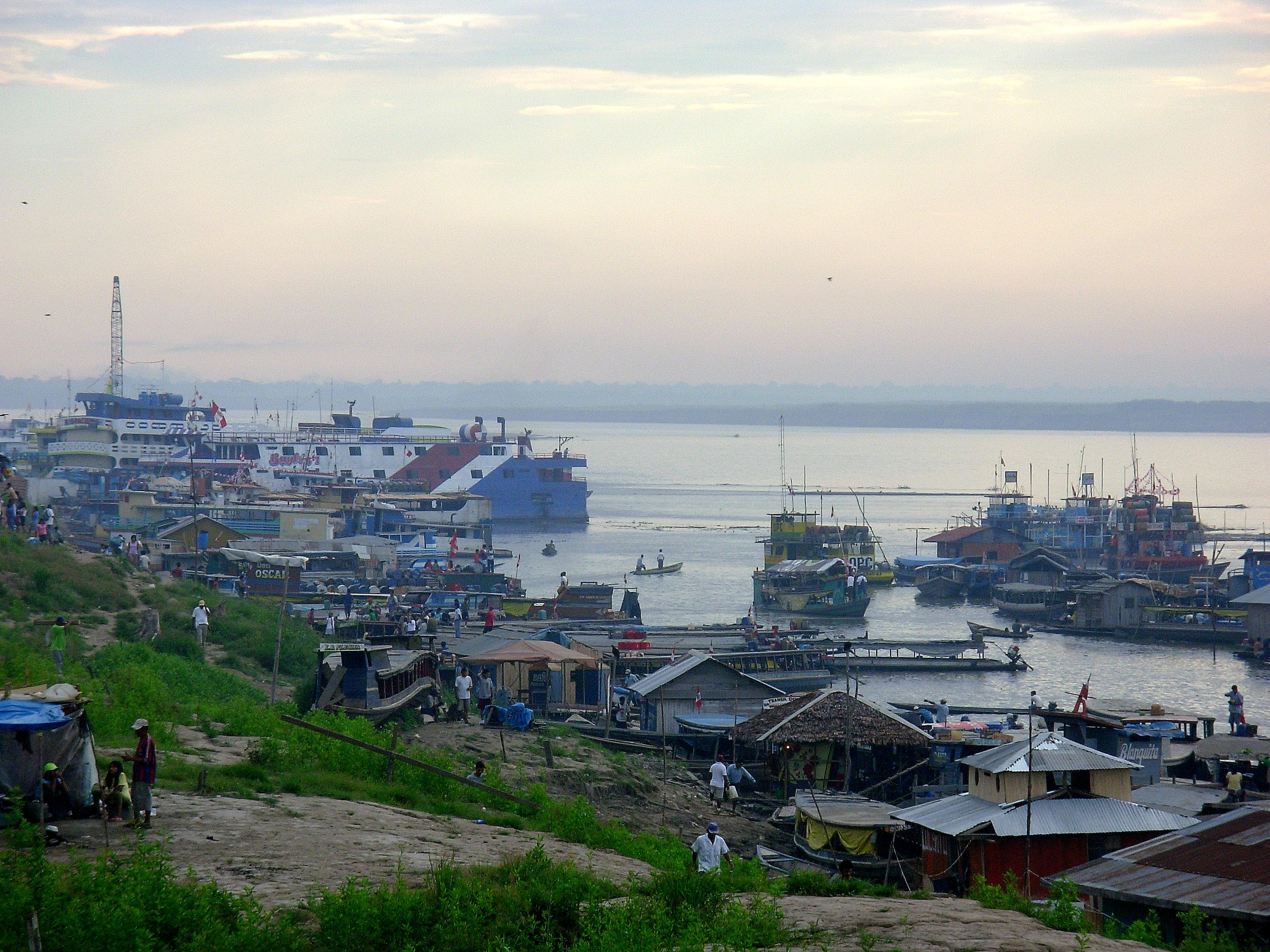
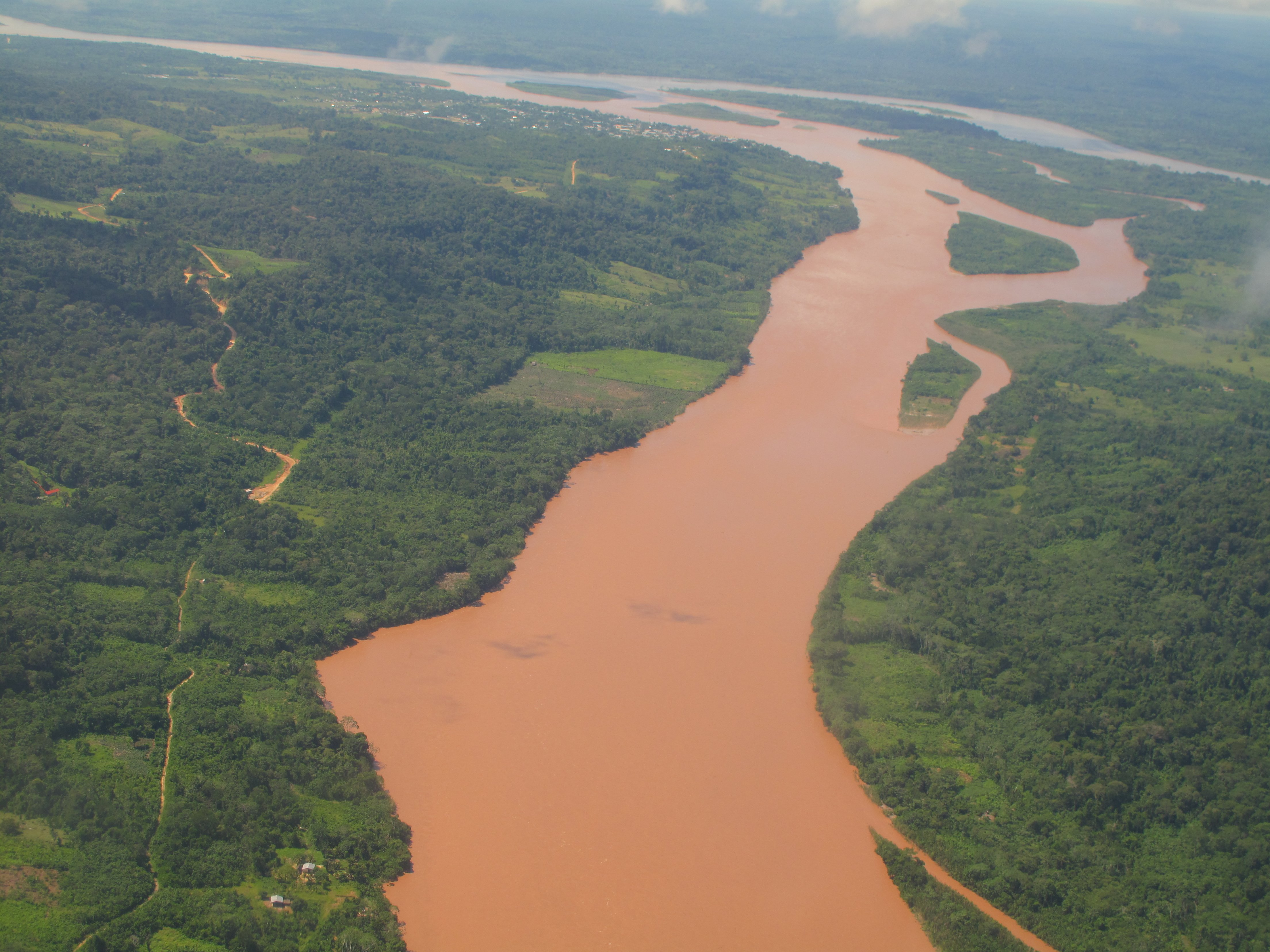
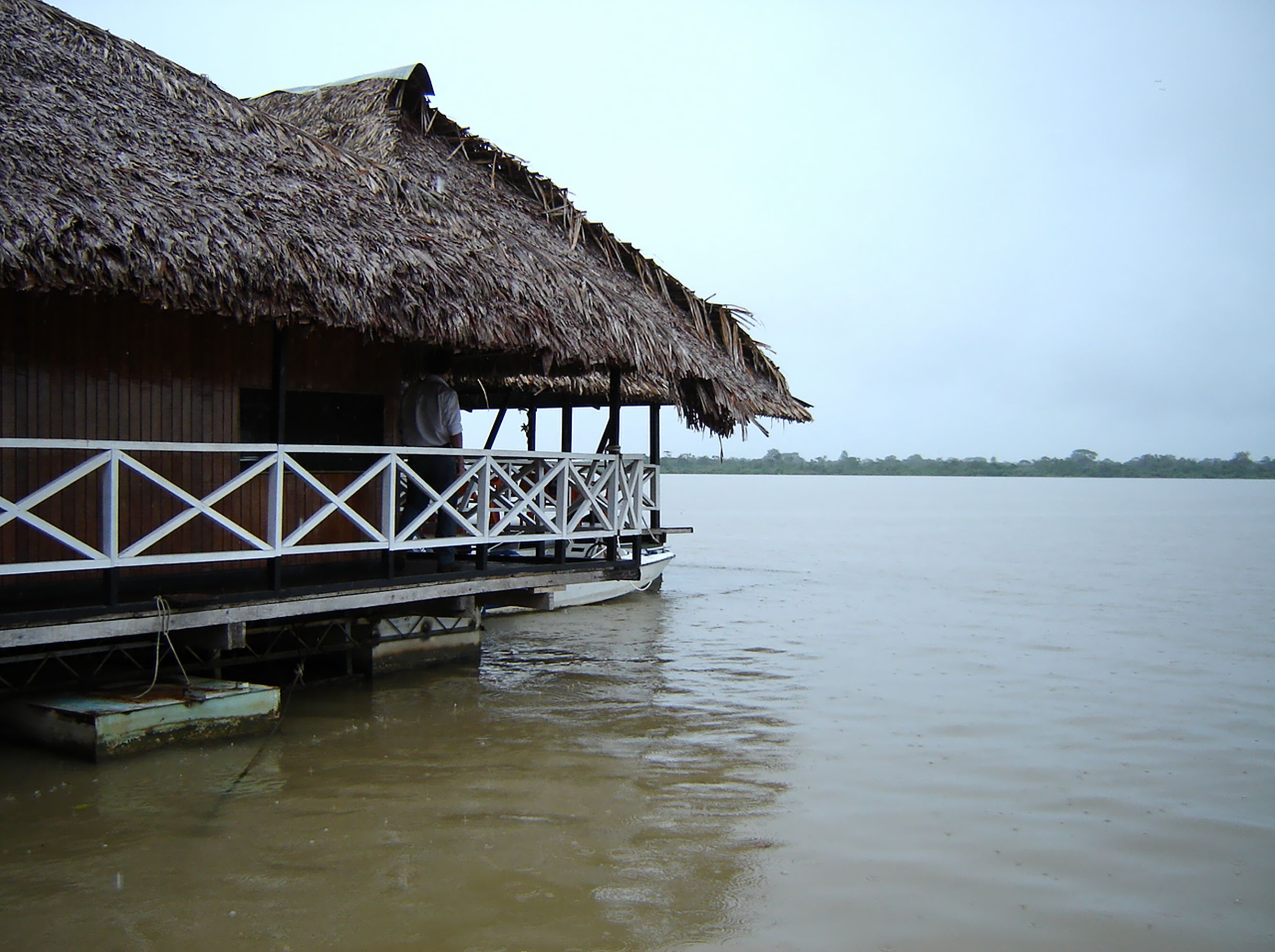
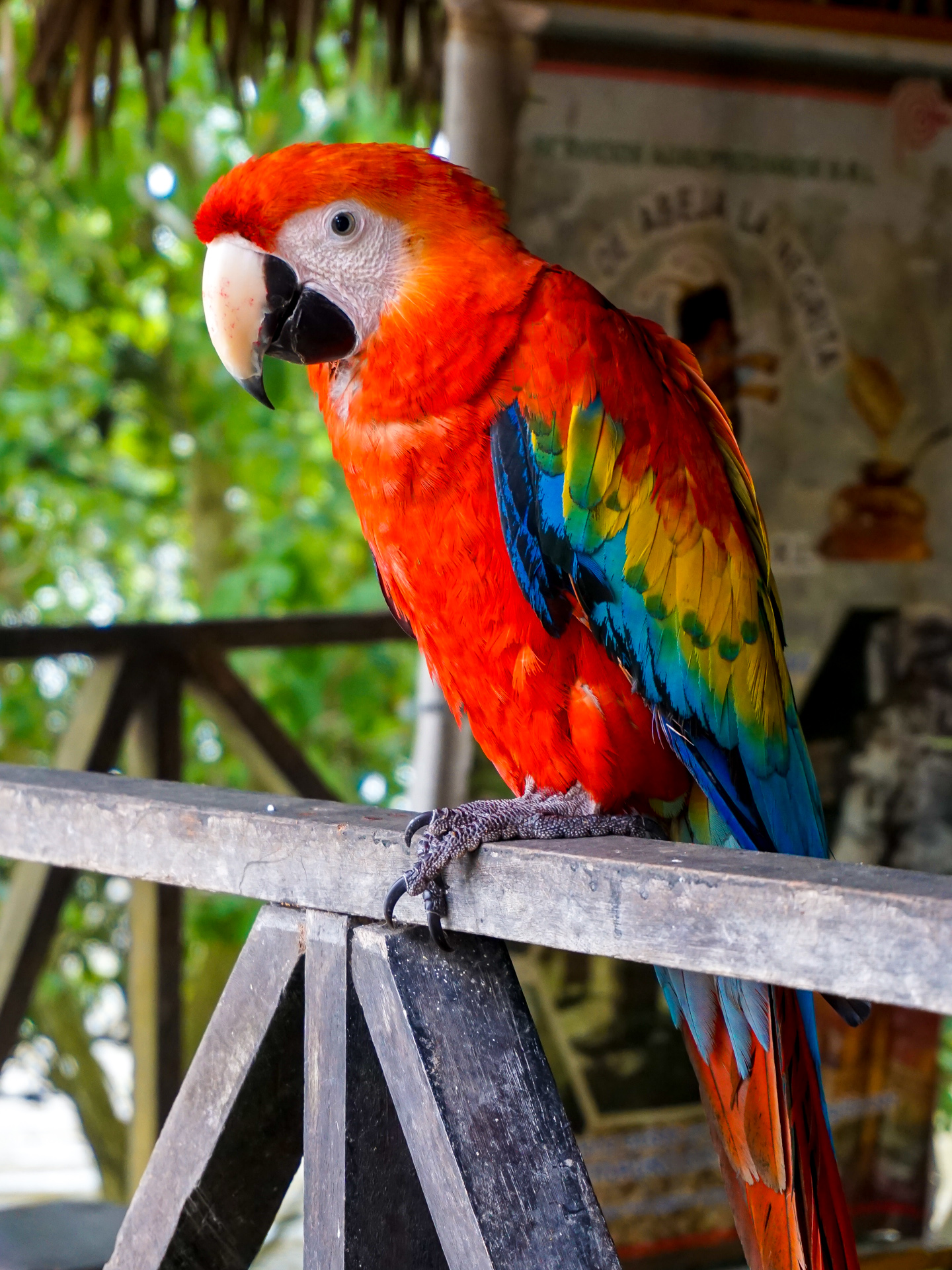
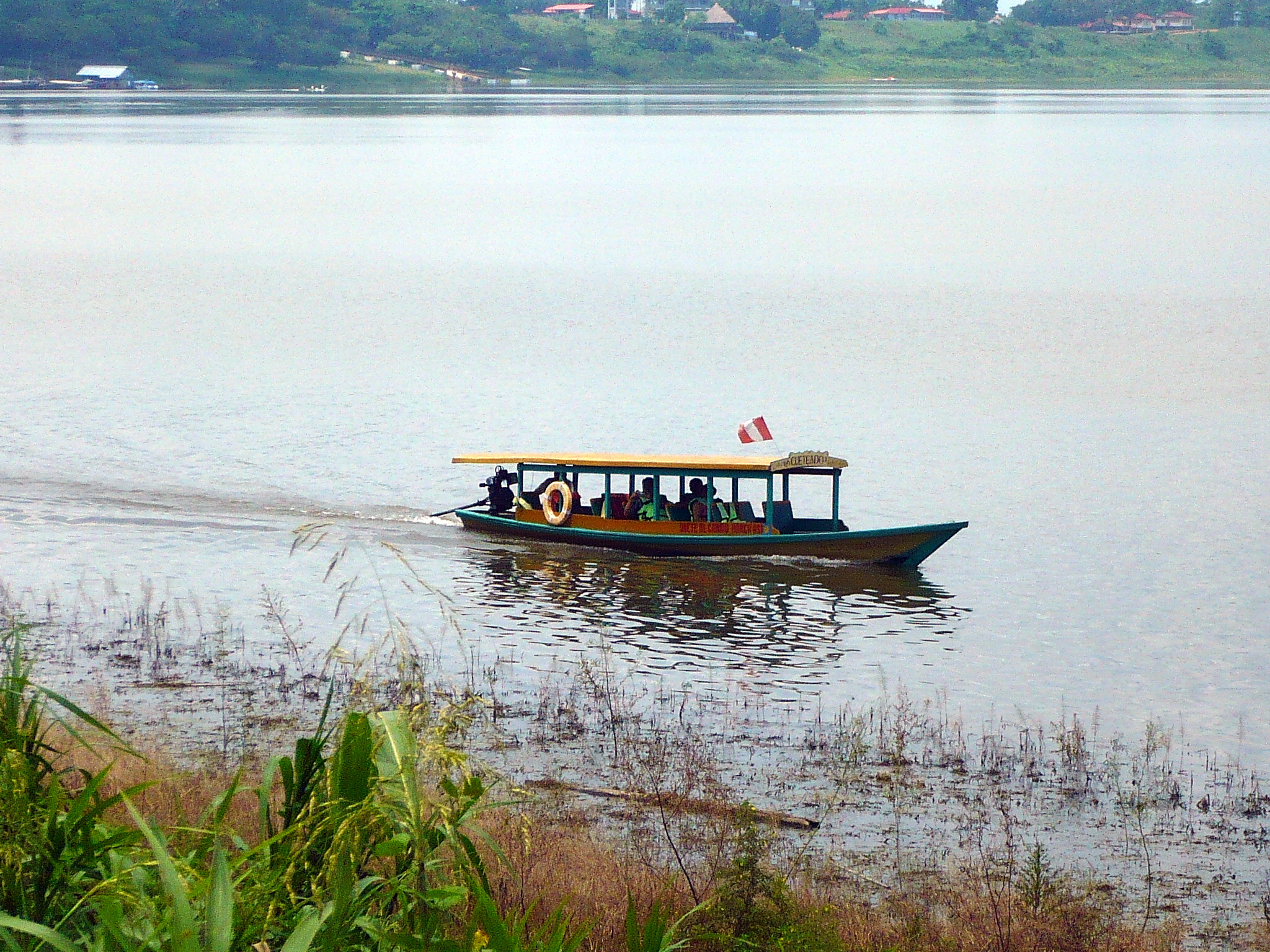

## Административное деление

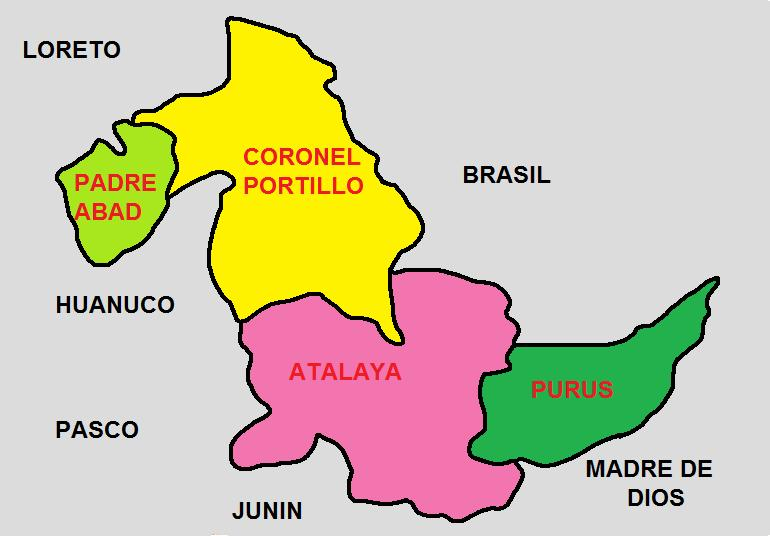
Провинции региона Укаяли

Регион состоит из 4 провинций, который подразделяются на 14 районов.
| № | Провинция                            | Административный центр | Население (2017) |
| - | ------------------------------------ | ---------------------- | ---------------- |
| 1 | Аталайа (Atalaya)                    | Аталайа (Atalaya)      | 49 324           |
| 2 | Коронель Портильо (Coronel Portillo) | Пукальпа (Pucallpa)    | 384 168          |
| 3 | Падре-Абад (Padre Abad)              | Агуайтия (Aguaytía)    | 60 107           |
| 4 | Пурус (Purús)                        | Эсперанса (Esperanza)  | 2 860            |